# 華南三彩
華南三彩（かなんさんさい）は、中国南部淮河以南（広東、広西、海南島など）で焼かれた三彩釉の陶磁器。

## 特徴
軟質陶器でありながら釉薬は硬く、緑釉を基本として部分的に黄釉や褐釉を掛ける。

## 生産窯
未だに窯址は確定しておらず、生産窯は明らかではない。
しかし、近年になって福建省泉州付近の生産ではないかと推定されている。

## 影響
16世紀から17世紀半ばまでに海外に輸出され、日本では京焼や香川県の源内焼などに影響を与えた。
　　